# Alba García Falagán
Alba García Falagán (Alcalá de Henares, 16 de febrero de 2002) es una deportista española que compite en atletismo adaptado. Ganó una medalla de bronce en los Juegos Paralímpicos de París 2024, en la prueba de salto de longitud (clase T11).

## Palmarés internacional
| Juegos Paralímpicos | Juegos Paralímpicos | Juegos Paralímpicos | Juegos Paralímpicos   |
| Año                 | Lugar               | Medalla             | Prueba                |
| ------------------- | ------------------- | ------------------- | --------------------- |
| 2024                | París (Francia)     | Medalla de bronce   | Salto de longitud T11 |